# لیلا هاتاوی
اولا دانیل «لیلا» هاتاوی (به انگلیسی: Eulaulah Donyll "Lalah" Hathaway)؛ (زاده ۱۶ دسامبر ۱۹۶۸) یک خواننده آمریکایی است. در سال ۱۹۹۰ هاتاوی اولین آلبوم خود را با نام لیلا هاتاوی منتشر کرد. پس از انتشار آلبوم دیگری به نام یک لحظه (۱۹۹۴)، در رتبه ۳۴ جدول آلبوم‌های برتر R&B قرار گرفت. در سال ۱۹۹۹ او با جو سمپل در آلبوم آهنگ زنده است همکاری کرد. پس از پنج سال وقفه، او با چهارمین آلبوم خود به نام از آسمان پیشی بگیر (۲۰۰۴) بازگشت.
لیلا هاتاوی با همکاری استاکس رکوردز پنجمین آلبوم خود پرتره از خود را در سال ۲۰۰۸ منتشر کرد. این آلبوم در رتبه ۶۳ بیلبورد ۲۰۰ قرار گرفت و به ۱۰ آلبوم برتر جدول آلبوم‌های R&B رسید و این آلبوم موفق‌ترین آلبوم او تا به امروز است. او دختر دانی هاتاوی خواننده و نوازنده سول آمریکایی است. طبق اطلاعات وب سایت او در مارس ۲۰۲۰، هاتاوی در حال کار بر روی یک آلبوم استودیویی با عنوان تولد دوباره لاله است. هاتاوی در سال ۲۰۲۲ دکترای افتخاری را از کالج موسیقی برکلی دریافت کرد

## آهنگ‌شناسی

### آلبوم‌های استودیویی و زنده
- لیلا هاتاوی (۱۹۹۰)
- یک لحظه (۱۹۹۴)
- فرار از آسمان (۲۰۰۴)
- خود پرتره (۲۰۰۸)
- از کجا همه چیز شروع می‌شود (۲۰۱۱)
- لیلا هاتاوی زنده (۲۰۱۵)
- راستش (۲۰۱۷)

### آلبوم‌های همکاری
- آهنگ زنده است (با جو سمپل) (1999)